# إستر يو
إستر يو (بالإنجليزية: Esther Yoo) هي عازفة كمان أمريكية، ولدت في 11 يونيو 1994.

## وصلات خارجية
- الموقع الرسمي
- إستر يو على موقع ميوزك برينز (الإنجليزية)
- إستر يو على موقع أول ميوزيك (الإنجليزية)
- إستر يو على موقع ديسكوغز (الإنجليزية)